# Муса-бей
Муса бен Ваккас бен Нур ад-Дін бен Едигу — бей Ногайської Орди, при якому вона склалася як незалежна держава. Правнук Едигея, син бея й беклярбека Ваккаса і племінник Аббаса, брат Хорезмі.

## Боротьба з Узбецькими ханами
Розглядаючи обставини діяльності ногайських беїв, необхідно враховувати, що вони не були нащадками Чингізхана, їхній ранг і престиж був завжди нижче будь-якого з численних чингізидів. Тому вони традиційно намагалися отримати посаду беклярбека – головного міністра при якомусь із ханів-чингізидів, яка надавала їм формальну значимість. У той же час, прагнучи до самостійності, вони намагалися вибрати собі хана по можливості незначного. У той же час традиція призначення беклярбека з мангиту мала і зворотну дію – чингізид тільки тоді отримував достатню значимість для ханського престолу, коли хтось із мангицьких вождів погоджувався бути при ньому беклярбеком.
Після смерті в кінці 1440-х років Ваккаса, беклярбека узбецького хана Абу-л-Хайра, ногайські біі прагнуть відокремитися від нього, як від надто сильної й владної особи. У цей момент спільно з Мусою діяли (з титулом бей) його брат Хорезмі і дядько Аббас. Вадим Трепавлов припускає, що саме Аббас повинен був після смерті Ваккаса отримати від Абу-л-Хайра чин беклярбека, як законний спадкоємець, Хорезмі при цьому міг бути головою мангицького еля, а Муса у цьому варіанті міг очолювати весь Ногайський улус.
Після подій 1455 хроніки розповідають про конфлікті Муси з Куджашем, сином Газі-бея. Вадим Трепавлов вважає, що саме Куджаш є винуватцем загибелі Ваккаса, батька Муси, та Муса керувався мотивами помсти. Між Мусою й Куджашем відбувся бій, у якому Муса був розбитий. Тоді Муса став шукати допомоги у шибанида Буреке (Берке), сина Ядгара. Той також був зацікавлений в підтримці мангицького бея, так як наявність мангицького вождя як беклярбека відкривало його роду шлях до влади. За підтримки Буреке й Муси Ядгар був проголошений ханом, а Муса одержав інвеституру беклярбека. Використовуючи підтримку Буреке-султана, Муса розгромив Куджаша, й його улус був захоплений переможцями.
Є розбіжність у думках, чи відбулося проголошення ханом Ядгара незадовго до смерті Абу-л-Хайра, чи вже після неї. Р. Ю. Почекаєв передбачає таку послідовність: смерть Абу-л-Хайра – проголошення ханом Ядгара (1468 р.)– смерть Ядгара від старості (1469 р.) – прихід до влади Шейх-Хайдара, сина Абу-л-Хайра – утворення широкої коаліції, спрямованої проти Шейх-Хайдара. Вадим Трепавлов вважає, що Ядгар був проголошений ханом альтернативно в 1458 році ще за життя Абу-л-Хайра. Абу-л-Хайр помер у 1468 році та його успадкував Шейх-Хайдар, проти якого виникла зазначена широка коаліція.
Так чи інакше, але Муса був активним учасником боротьби проти Шейх-Хайдара. Учасниками цієї боротьби виступили Буреке, син Ядгара, дядько Муси – Аббас, брат Ямгурчи, Тюменський хан Ібак, Джанібек, син Барака, один із засновників Казахського ханства. В цій боротьбі брали участь і хан Великої Орди Ахмат, але його роль освітлюється по-різному. У підсумку Шейх-Хайдар був убитий Ібаком.

## Незалежність від Казахського ханства
Після вбивства Хайдара до влади прийшов вождь казахів, Керей, син Болат султана який є онуком Урус хана. Джанібек, його брат, був його співправителем і правителем правого (західного) крила ханства, де і розташовувалися кочовища мангиту. Його ставкою став Сарайчик, місто в нижній течії Яїка. З Джанібеком на ці землі відкочувала і підпорядкована йому частина казахів. Муса став при ньому беклярбеком. В той час у межиріччі Волги й Емби концентруються ногаї, які мирно співіснували з казахами. В 1470-х роках Керей помер, й Джанібек відкочував з казахами на схід, щоб успадкувати брата. Ймовірно, з того часу можна говорити про реальну самостійність Ногайської Орди. Джанібек помер після 1473/74 р. Ватажки мангитів не побажали навіть формально підкорятися наступникам казахських ханів Бурундуку, б. Керею й Касиму б. Джанибеку.
Ймовірно, після смерті Джанібека, близько 1473 р. Муса зайнявся пошуком хана, при якому він міг би отримати чин беклярбека. Він спробував встановити зв'язок з онуком Абу-л-Хайра Мухаммед Шейбані, який влаштувався в Сигнаці на Сирдар'ї. Муса направив до нього посольство, і Мухаммед з невеликим загоном прибув у ставку бея – Сарайчик. Казахський хан Бурундук, дізнавшись про намічений союз колишнього васала казахів Муси й свого кровного ворога Мухаммеда, посунув на них 50-тисячне військо. У битві, в якій взяв участь й Мухаммед зі своїм невеликим загоном, Бурундук був розбитий. Однак у цій битві загинув брат Муси Хорезмі. Намірам Муси прийняти в якості хана Мухаммеда протистали вожді мангицьких й союзних племен, що складали Ногайську Орду. Переговори затягувалися, тому Бурундук в цей час напав на володіння Мухаммеда на Сир-Дар'ї. Тоді Мухаммед залишив ставку Муси й їх угода не відбулася. Після поразки Бурундука Ногайська Орда, очолювана Мусою, стала могутньою кочовою державою, володіння якої простягалися від Аралу до Волги, однак власне мангицький юрт займав район між Ембою й Волгою. Мангити активно освоювали кочовища на лівому березі Волги, які раніше належали Великій Орді.

## Співпраця з Ібаком
Після цих подій царем ногаїв називають сибірського хана Ібака. Проте він не призначив нікого з ногаїв беклярбеком й цю посаду займав його брат Мамука.
6 січня 1481 Муса, Ямгурчи й Ібак напали з невеликим загоном на стійбище хана Великої Орди Ахмата й вбили його. Наліт стався одразу після невдалого походу Ахмата на Велике князівство Московське, що закінчився стоянням на Угрі, коли Ахмат розпустив свої війська. Ахмат був одним з найбільш сильних правителів Великої Орди. Ймовірно, його вбивці побоювалися, що, зміцнившись, він схоче відновити стару владу Золотої Орди в їх регіоні, розгромивши Велику Орду, ногайці остаточно закріпили за собою лівобережжі Волги.
Після цього зростає активність Ногайської Орди у східній Європі. Вони встановлюють активні дипломатичні зв'язки з Великим князівством Московським, Великим князівством Литовським активуються їх зв'язки з Кримським, Казанським й Астраханським ханствами. Причому в посланні до Москви вони так і пояснюють відсутність контактів раніше, тим що між ними і Московією лежала Велика Орда, якої більше не стало. Вони активно освоюють великоординські землі на лівобережжі Волги.
В 1490 році в Москву прибуло посольство від ногаїв Муси, Ямгурчи й їх нового царя, якого Вадим Трепавлов визначає як Амінека, сина Ядгара, який міг правити десь на північний схід від Хорезму. Це єдине повідомлення про нового царя. На думку Вадима Трепавлова він був висуванцем Муси й, ймовірно, це висунення викликало на початку 1490-х років розкол з одного боку між Мусою й з іншого - дядьком Аббасом та братом Ямгурчи. Муса відкочував від них «у туркмени», тобто на Мангишлак або в Усть-Юрт, повідомлення про це надійшло до Москви влітку 1492. Але незабаром він повернувся звідтиля, можливо в зв'язку зі смертю Аббаса. Після повернення царем як раніше називається Ібак.
Повернувшись з «туркмен», Муса застав готове до походу на Казань військо, зібране Ібаком й Ямгурчи за ініціативою антимосковські налаштованих емігрантів з Казані. Муса спромігся переконати їх не вступати в конфлікт з великим московським князем Іваном III.
У 1493 році Астраханський хан Абд ал-Керім зробив грабіжницькі набіги на ногайські кочовища. Гнів Муси звернувся проти союзника астраханського хана, останнього хана Золотої орди Шейх-Ахмада, сина хана Ахмата. Муса, заручившись підтримкою кримського хана Менглі I Герая зі старими союзниками Ямгурчи й Ібаком захопили Надволжя й столицю Великої Орди - Сарай. Ібак встиг послати Івану III листа, де говорив про своє царювання, але Менглі І Герай не надав реальної військової допомоги й Шейх-Ахмат в союзі з астраханцями вигнав ногаїв й Ібака.
У тому ж році Шейх-Ахмат одружився з дочкою Муси, мабуть бажаючи поліпшити відносини з ногаями.
У 1495 році Ібак був убитий місцевою сибірської знаттю, тому ногаї призначили собі царем його брата Мамука, але той не мав ханства. Тоді Ямгурчи наполіг на взятті Казані. Муса був проти цього походу й послав навздогін свого сина, але той не зміг зупинити ногайське військо. У 1486 році ногаї взяли Казань й затвердили Мамука на царстві, Мамука пробув на троні рік й був скинутий місцевою знаттю. Після цього Муса, володіючи реальною повнотою влади, мабуть, не шукає більш царя для ногаїв, а номінальний статус у відносинах з сусідами його, мабуть, не турбував.
В 1501 році ногайці виступили союзниками Шейх-Ахмата в боротьбі з кримським ханом Менглі Гераєм.
Дата смерті Муси точно не відома, в кримському листуванні він перестає фігурувати як живий на початку 1502 року, після нього вождем Ногайської орди став його брат Ямгурчи.